# Falange Española Auténtica
Falange Española Auténtica (FEA) es el nombre que recibieron varios grupos de corte falangista que habrían llegado a existir durante la dictadura franquista y que se posicionaron en contra de la Falange Española Tradicionalista y de las JONS surgida a raíz del Decreto de Unificación, y de un partido político español inscrito en el Registro del Ministerio del Interior el 17 de enero de 1979.

## Historia
Los orígenes se remontan al Decreto de Unificación del 19 de abril de 1937, promovido por el dictador Francisco Franco, que significó la unificación en solo partido de la Falange Española de las JONS y la Comunión Tradicionalista, una medida que se encontró con la oposición de muchos falangistas «camisas viejas» creando así la canción  «Viva, viva la revolución» —entre ellos el propio jefe provisional de Falange, Manuel Hedilla, que fue inmediatamente encarcelado fue creada así debido a que no se cumplieron las expectativas de los falangistas tradicionales —.
Ya en diciembre de 1937 aparecieron en la zona franquista algunos panfletos que, bajo la firma de Falange Española Auténtica, atacaban «la captura de la Falange por el gobierno militar». En su época algunos relacionaron al «camisa vieja» Vicente de Cadenas —un antiguo colaborador de Hedilla— con la aparición de estos panfletos; incluso algún autor ha llegado a señalarle como fundador de una «Falange Auténtica», aunque él siempre negó toda relación con estos hechos.
Otro intento de crear una Falange clandestina habría partido de los falangistas Narciso Perales, Tito Meléndez y Eduardo Ezquer —antiguo jefe provincial de Falange en Badajoz, expulsado de FET y de las JONS—, que en 1939 fueron detenidos bajo la acusación de haber intentado formar una «Falange Auténtica».
En diciembre de 1939 en el domicilio madrileño del teniente coronel Emilio Rodríguez Tarduchy tuvo lugar la fundación de la Falange Española Auténtica, organización de carácter clandestino. Rodríguez Tarduchy llegó a estar al frente de la Junta Política clandestina, entre 1939 y 1941. Esta Junta estuvo formada, entre otros, por Patricio González de Canales, Daniel Buhigas, Ricardo Sanz, Ventura López Coterilla, Luis de Caralt, José Antonio Pérez de Cabo, Gregorio Ortega Gil y Ramón Cazañas. De cara al exterior, habrían mantenido contactos con el jefe del Partido Nazi en España, el alemán Hans Thomsen. La actividad del grupo, sin embargo, fue de limitado alcance y aunque se llegaron a esbozar varias conspiraciones, estas no llegarían a materializarse. La policía franquista tuvo conocimiento de las actividades de la Falange Española Auténtica, y posiblemente llegó a contar con infiltrados dentro de la Junta Política. De hecho, se ha sugerido que el «camisa vieja» José Pérez de Cabo, implicado en estas conspiraciones, habría sido fusilado en noviembre de 1941 como chivo expiatorio. El grupo siguió teniendo actividad al menos hasta 1943.
En enero de 1979 se registró un partido político con el nombre de Falange Española Auténtica y la sigla FEA en el Registro de partidos políticos del Ministerio del Interior. Este partido surgió a raíz de una ruptura interna en el III Congreso de Falange Española de las JONS (Auténtica), y estuvo promovido por Javier Sauras Castresana, Manuel Velasco Vaquero y Miguel Hedilla de Rojas, hijo de Manuel Hedilla. El 6 de marzo se constituyó su rama juvenil, las Juventudes de Falange Española Auténtica (JFEA), lideradas por Gustavo Morales Delgado. El 16 de junio de 1979 se presentó la primera junta nacional provisional de FEA compuesta por Manuel Velasco, Pedro Escoll, Miguel Hedilla, Adelaida Botas Jordana, Ángel Carrera Zabaleta y Luis Alfonso López Diéguez.